# Keremeos
Keremeos es un pueblo canadiense situado en la provincia de Columbia Británica.

## Superficie
Keremeos tiene una superficie de 2,09 km².

## Demografía
En 2021, tenía 1608 habitantes, una densidad poblacional de 768,3 hab./km², y 852 viviendas.